# José Rodrigues de Lima Duarte
Dr. José Rodrigues de Lima Duarte, Visconde com grandeza de Lima Duarte (Barbacena, 1826 — Rio de Janeiro, 3 de dezembro de 1896), foi um médico e político brasileiro.
Filho do comendador Feliciano Coelho Duarte Badaró, originário de Piranga e de Constança Emídia Duarte Lima. Pelo lado materno era neto de José Rodrigues de Lima, natural do Paracatu e de Maria Antônia de Oliveira filha do inconfidente José Aires Gomes.
Formou-se em medicina pela Faculdade de Medicina do Rio de Janeiro, em 1849, após defesa de tese, aprovada com distinção: Ensaio sobre higiene da Escravatura no Brasil, obra indicada por Gilberto Freire em Casa Grande e Senzala (4ª ed., I, nota 131, pg. 136). Clinicou por longos anos em Barbacena.
Foi introduzido na política pela mão de outro barbacenense, o Conde de Prados de quem foi o sucessor político na região, filiando-se ao Partido Liberal. Durante vinte anos presidiu a Câmara Municipal de Barbacena (1861 a 1881). Foi deputado provincial à Assembléia de Minas Gerais de 1854 a 1860, que presidiu, e deputado geral por sete legislaturas: de 1859 a 1868 e de 1877 a 1884. Foi presidente da Câmara dos Deputados de 1882 a 1884. Foi senador do Império do Brasil de 1884 a 1889. Antes já tinha sido eleito em quatro listas senatoriais.
Participou do 28º gabinete do Império - Gabinete Saraiva - ocupando a Pasta da Marinha (1880 - 1882), foi um dos chefes do Partido Liberal em Minas Gerais mais poderosos e influentes. Foi aclamado presidente honorário da sociedade Beneficente da Colônia Italiana em Barbacena. Considerado homem de coração generoso e bondoso era muito popular e querido pelos companheiros de agremiação e respeitado pelos adversários conservadores. Foi Superintendente Geral do Serviço de Imigração do Estado de Minas, na República (1892).
Tio de Antônio Carlos Ribeiro de Andrada.